# 경계선 (정치)

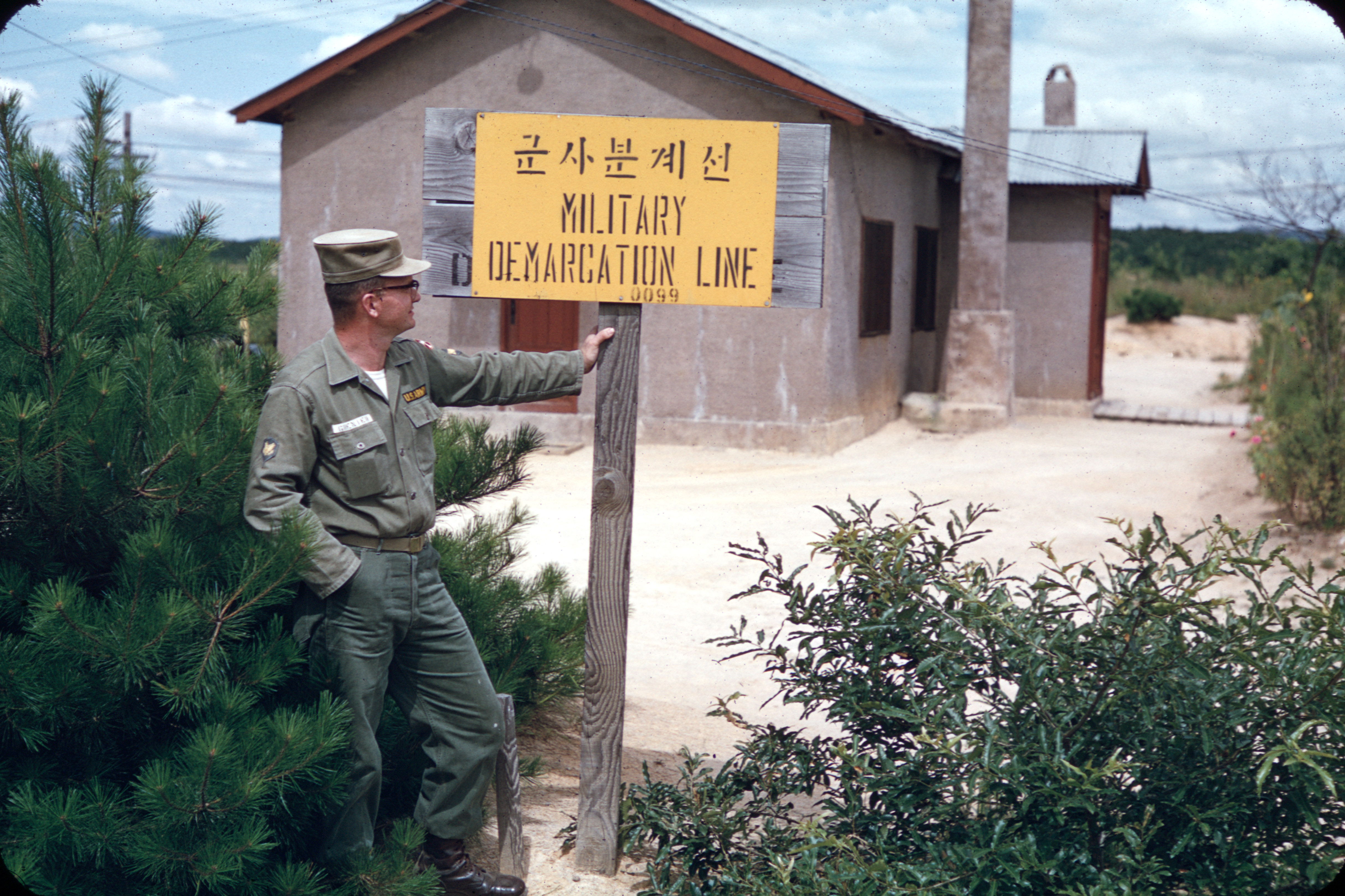
경계선의 일종인 군사분계선

정치적 경계선은 종종 휴전이나 정전의 일부로 합의되는 지정학적 경계이다.

## 아프리카
- 모로코 장벽, 사하라위인 통제 지역에서 모로코 통제 서사하라 부분을 구분한다.

## 아메리카
- 유럽의 해외 제국주의 시대에는 유럽과 나머지 세계를 구별하기 위해 우의선이 그어졌다. 경계선은 1494년 토르데시야스 조약의 일부로 대서양의 자오선을 따라 그어진 특정 선으로, 포르투갈이 주장하는 새로운 영토와 스페인이 주장하는 영토를 나누었다. 이 선은 크리스토퍼 콜럼버스가 첫 항해에서 아메리카로 돌아온 후 1493년에 그어졌다.
- 메이슨 딕슨 선 (또는 "메이슨과 딕슨의 선")은 네 개의 미국 주 사이의 경계선으로, 펜실베이니아주, 메릴랜드주, 델라웨어주, 웨스트버지니아주 (당시 버지니아주의 일부)의 경계 일부를 형성한다. 이 선은 1763년부터 1767년 사이에 식민지 시대 아메리카의 영국 식민지 간의 국경 분쟁 해결을 위해 찰스 메이슨과 제러마이아 딕슨이 측량했다.

## 아시아

### 중동
- 블루 라인은 유엔이 2001년 6월 7일 이스라엘이 레바논에서 완전히 철수했는지 여부를 결정하기 위해 발표한 레바논과 이스라엘 간의 국경 경계선이다.
- 그린 라인이라는 용어는 1948년 아랍-이스라엘 전쟁 이후 이스라엘과 이웃 국가 (이집트, 요르단, 레바논, 시리아) 사이에 설정된 1949년 휴전선을 지칭하는 데 사용된다.
- 퍼플 라인은 1967년 제3차 중동 전쟁 이후 이스라엘과 시리아 간의 정전선이었다.
- 그린 라인은 1975년부터 1990년까지 레바논 내전 동안 레바논, 베이루트의 경계선을 지칭한다. 이 선은 서베이루트의 주로 무슬림 세력과 레바논 전선이 통제하는 주로 기독교인 동베이루트를 분리했다.

### 남아시아 및 동아시아
- 맥마흔 라인은 1914년 대영 제국, 중국, 티베트 간에 협상된 조약인 심라 협정에 첨부된 지도에 그려진 중국과 인도를 나누는 선이다.

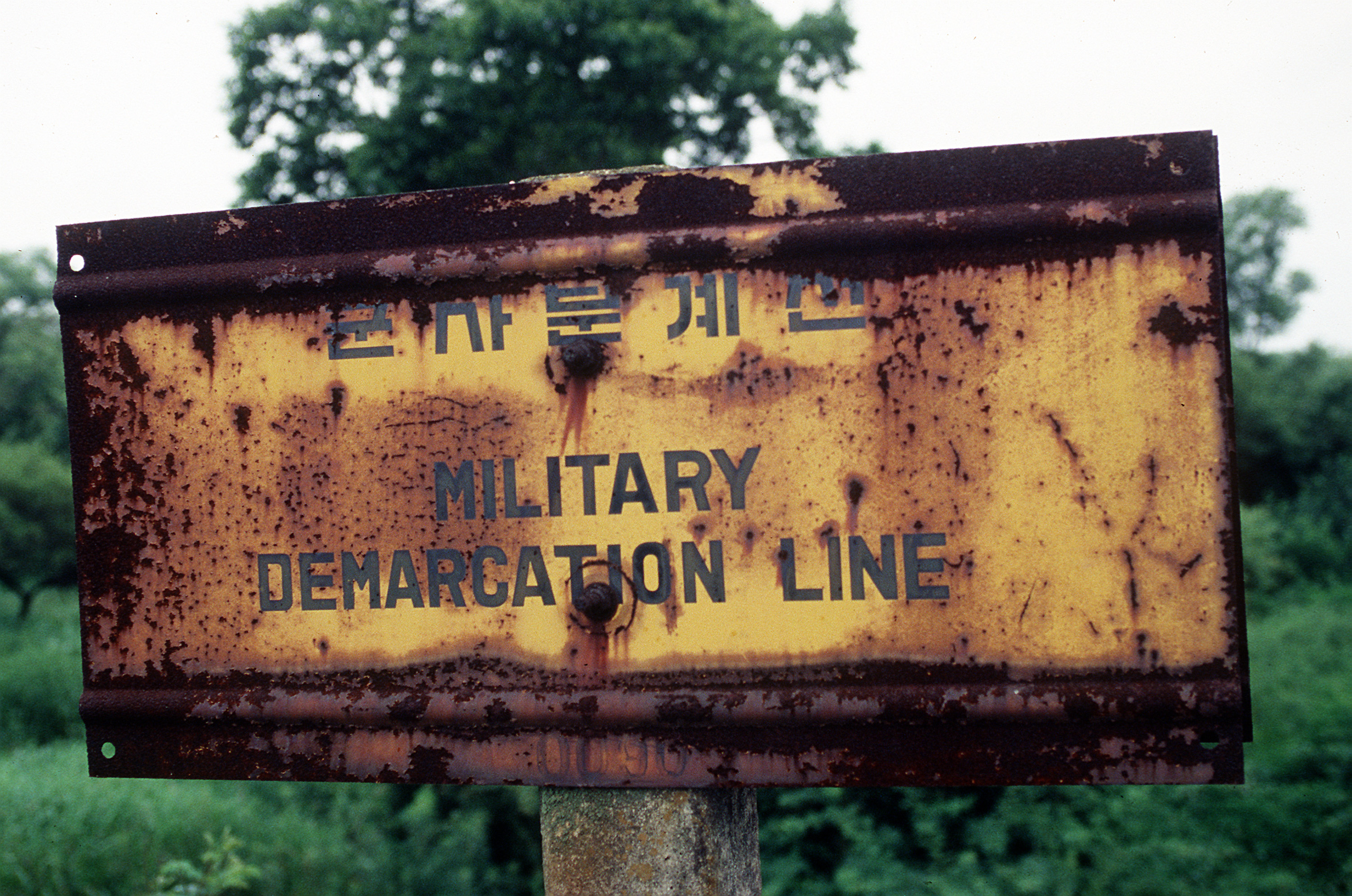
한반도의 군사분계선

- 한반도의 군사분계선한반도 군사 분계선, 때때로 휴전선으로 불리기도 하며, 북한과 남한 간의 국경이다. 한반도 군사 분계선은 1953년 6.25 전쟁이 끝날 무렵 두 한국 간의 선으로 한국 군사 정전에 관한 협정에 의해 설정되었다.
- 북방한계선 또는 북방한계선(NLL)은 황해의 북한과 남한 간의 분쟁 중인 해상 경계선이다.
- 실질통제선은 1962년 인도-중국 전쟁 이후 악사이친과 라다크 사이에 인도와 중화인민공화국이 설정했다.
- 통제선은 분쟁 지역인 카슈미르에 대해 인도와 파키스탄이 설정했다.
- 구단선은 중화인민공화국과 중화민국 (대만)이 남중국해 주장에 동반하여 사용하는 지도에 나타나며, 이는 말레이시아, 필리핀, 베트남에 의해 이의가 제기된다.

## 유럽

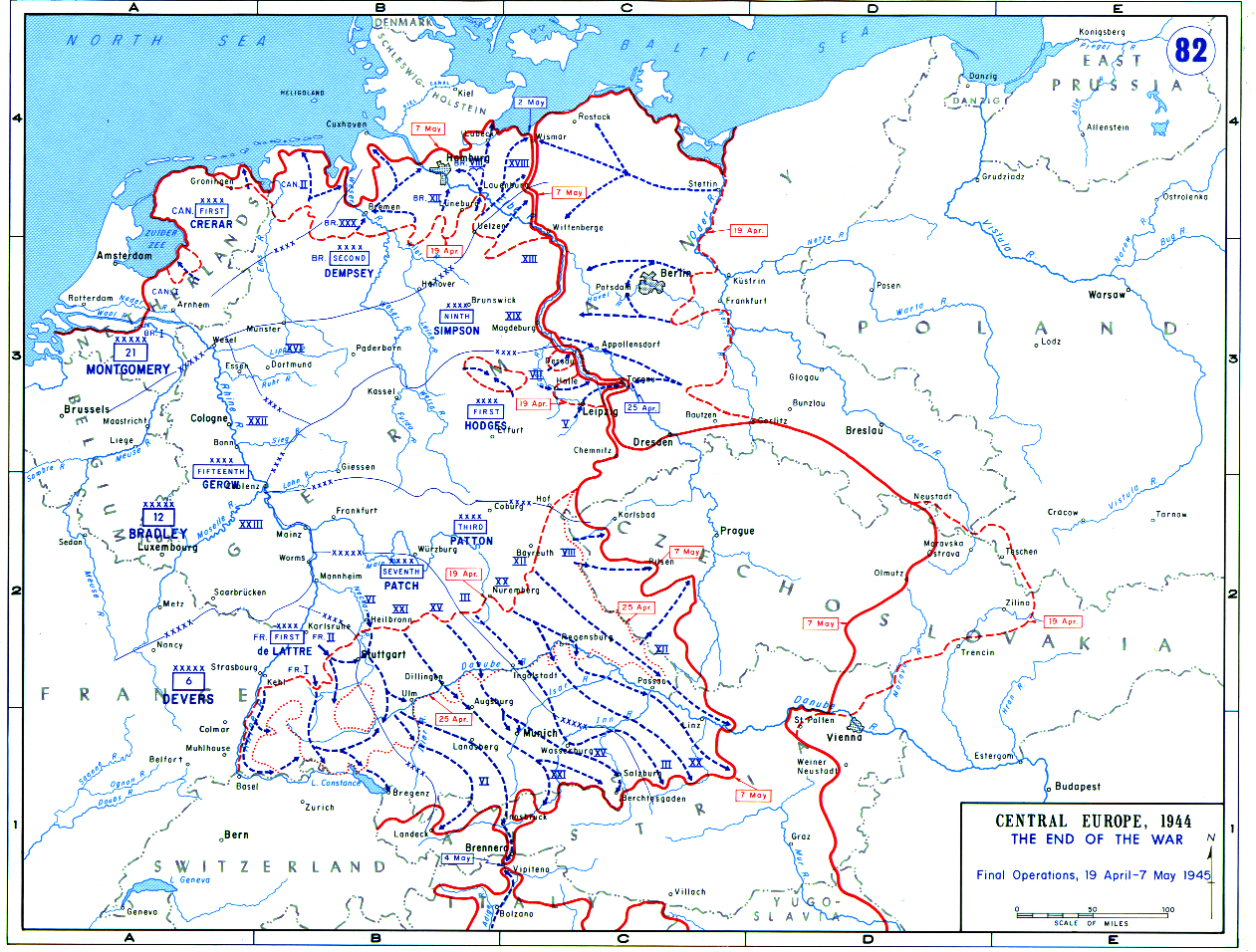
접촉선, 1945년 5월 8일 서방 연합군과 소련군의 최종 위치.

- 커즌선은 1920년 영국의 외무장관 조지 너새니얼 커즌이 1919-21년 폴란드-소비에트 전쟁 동안 서쪽의 폴란드와 동쪽의 소비에트 공화국 간의 가능한 휴전선으로 제안한 경계선이다. 현대의 폴란드-벨라루스 국경 및 폴란드-우크라이나 국경은 대부분 커즌선을 따른다.
- 포슈 라인은 제1차 세계 대전 이후 협상국이 제안한 폴란드와 리투아니아 간의 임시 경계선이었다.
- 프랑스의 경계선은 1940년부터 1942년까지 나치 독일이 비시 프랑스에 부과했으며, 북쪽은 독일 점령 지대, 남쪽은 자유 지대였다.
- 접촉선은 제2차 세계 대전 유럽 전선 말기에 독일과 오스트리아로 진격할 때 소련 동맹군과 서방 연합군이 만난 지점을 표시하는, 소련 동맹군과 서방 연합군 간의 경계선이었다.
- 보스니아의 실체 간 경계선은 보스니아 전쟁 종전 이후 데이턴 협정에 의해 설정된 민족-행정적 경계이다.

## 같이 보기
- 비무장 지대